# Edgar Wisniewski
Edgar Wisniewski (* 4. September 1930 in Stolp, Pommern, heute Słupsk, Polen; † 25. April 2007 in Berlin) war ein deutscher Architekt. Er war Schüler und späterer Partner von Hans Scharoun.

## Leben
Wisniewski kam 1930 als jüngstes von zwei Kindern (1926 wurde seine Schwester Roswitha geboren) des Architekten Bruno Wisniewski und der Pianistin Edith Wisniewski (geb. Berndt) in Stolp zur Welt. Nach dem Zweiten Weltkrieg flüchtete die Familie im September 1945 nach Berlin. Sein Interesse für Musik und Architektur war vom Elternhaus geprägt. Die Entscheidung für ein Architekturstudium begründete er als „vernünftigere Lösung, weil die Architektur mir damals beruflich weniger risikoreich erschien als die Musik.“

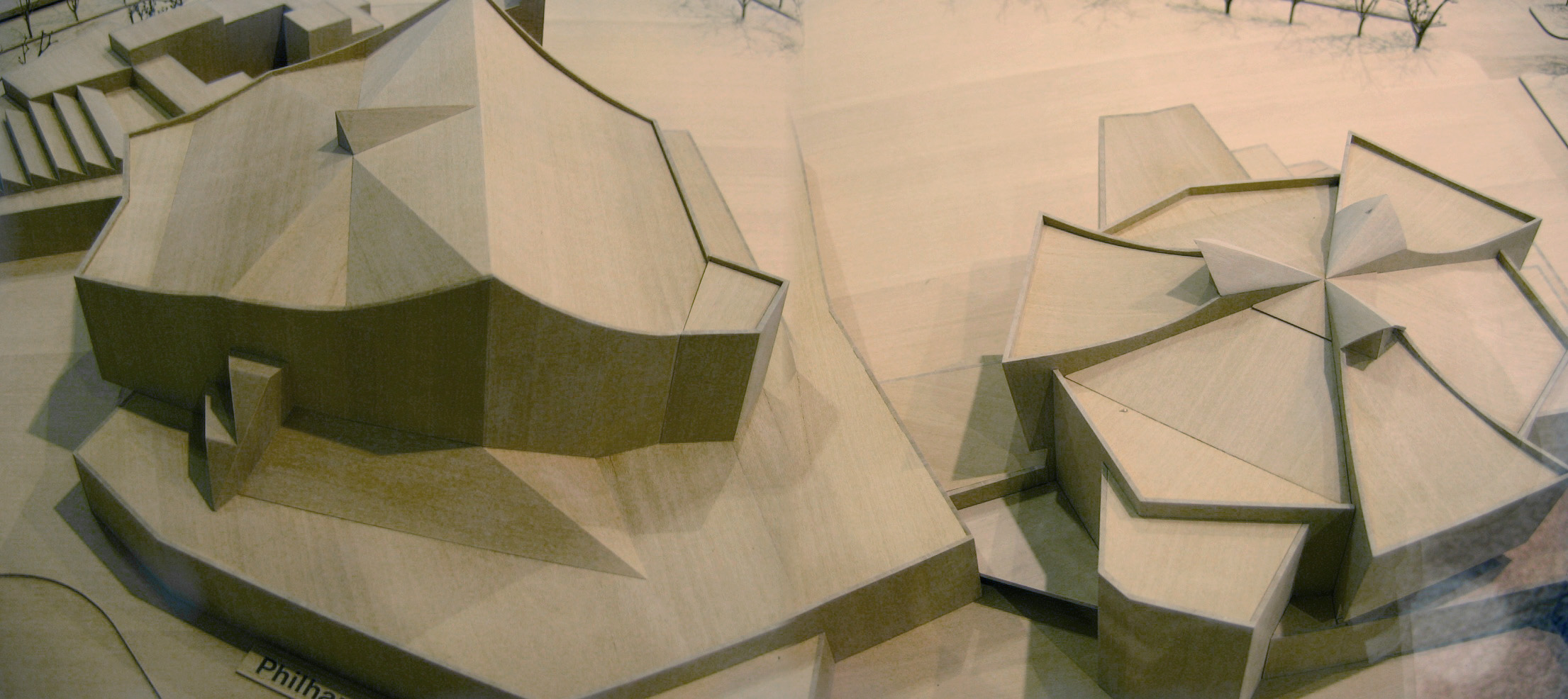
Holzmodell von Philharmonie (links) und Kammermusiksaal (rechts)

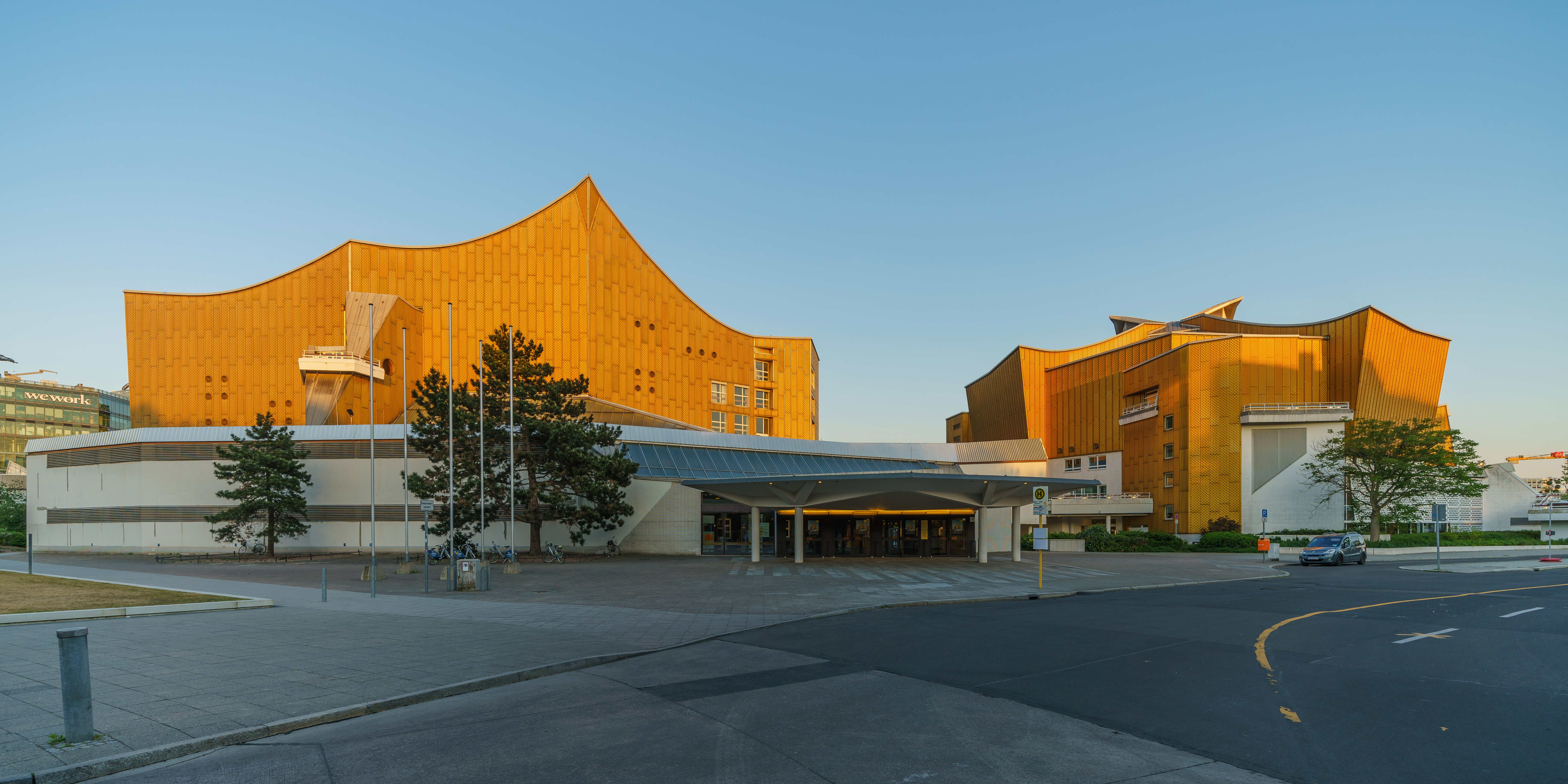
Kammermusiksaal (rechts) und Philharmonie in Berlin

Er studierte von 1950 bis 1957 an der TU Berlin bei Hans Scharoun, dessen Mitarbeiter und späterer, kongenialer Partner er dann wurde. Somit war er von Anfang an am städtebaulichen Gesamtkonzept des Kulturforums Berlin beteiligt. 1963 wurde als erstes Gebäude die Philharmonie Berlin eröffnet, für deren Bau Wisniewski die künstlerische Leitung hatte. Es folgte 1978 die Eröffnung der Neuen Staatsbibliothek. Bereits in der Planungsphase verstarb Scharoun 1972. Es gab eine vertragliche Vereinbarung zwischen Wisniewski und Scharoun, die besagte, dass im Todesfall eines der beiden der jeweils andere das Werk weiterführen sollte.

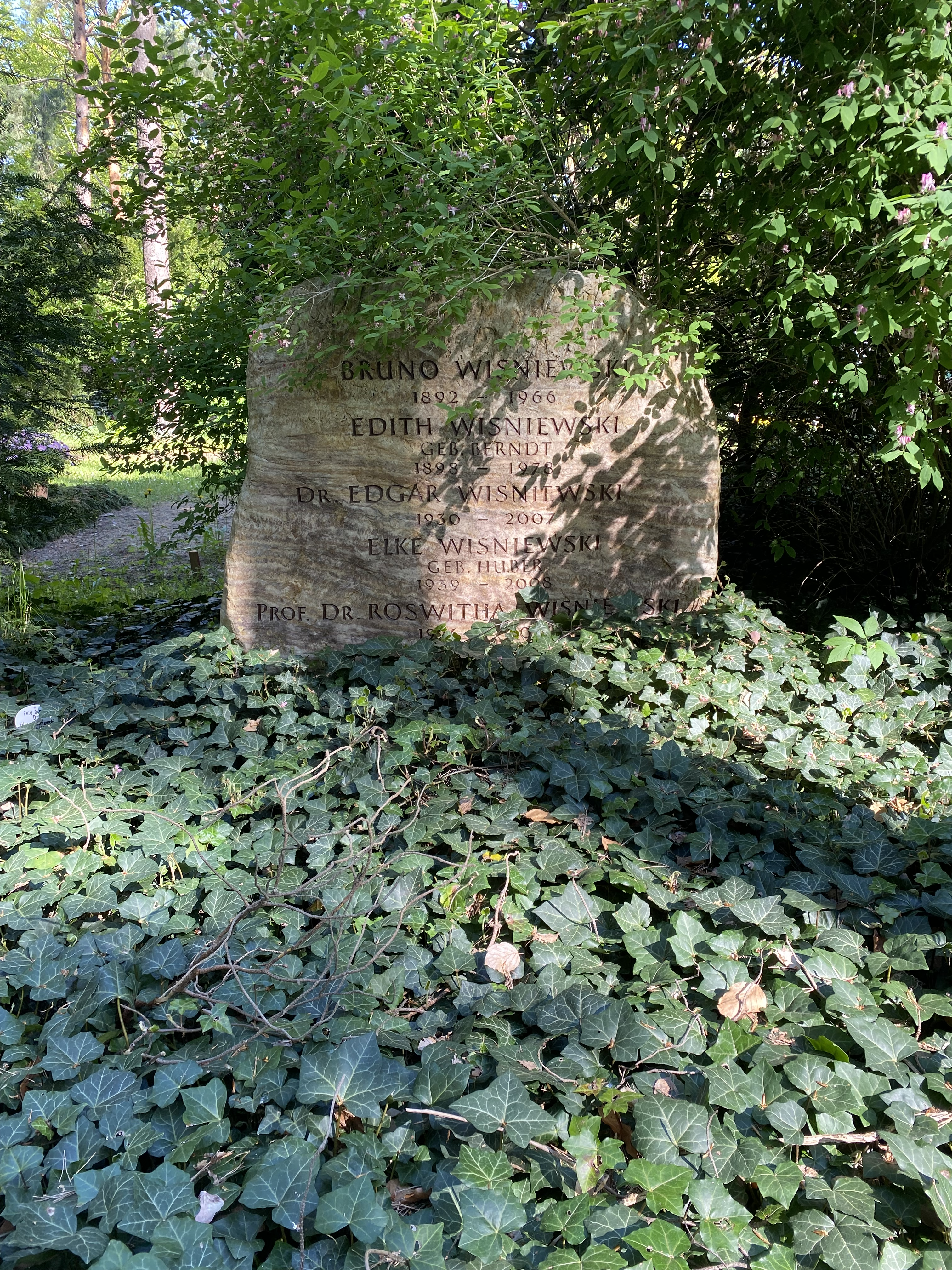
Grabstätte auf dem Waldfriedhof Zehlendorf

So entstand als Nächstes in den Jahren 1979 bis 1984 das Staatliche Institut für Musikforschung (SIM) mit dem Musikinstrumenten-Museum (MIM). Den Kammermusiksaal plante und realisierte Wisniewski zwischen 1984 und 1987 nach einer Ideenskizze Scharouns. Bis dahin hatte es jahrelange Debatten im Abgeordnetenhaus um die Realisierung gegeben, bis letztlich Richard von Weizsäcker als Regierender Bürgermeister eine Entscheidung für den Bau traf. Wichtig waren Wisniewski neben der Leitidee „Musik im Mittelpunkt“ die architektonischen Voraussetzungen für die Aufführung zeitgenössischer Musik, z. B. durch Musikemporen für Raummusik. Hierfür beriet er sich mit Komponisten wie Luigi Nono, der auch für den Bau und seine Möglichkeiten Werke schrieb. Die als hervorragend geltende Akustik des Saals wird von zahlreichen Ensembles und Dirigenten weltweit gerühmt.
Durch den Fall der Mauer, die in unmittelbarer Nähe des Kulturforums stand, und die Neubebauung des Potsdamer Platzes hat sich der städtebaulichen Gesamtkontext völlig verändert. Das auch von Scharoun geplante Künstler-Gästehaus des Senats, das Bestandteil des Wettbewerbs für den Bau der Staatsbibliothek war, wurde nie realisiert. Wisniewski setzte sich bis zuletzt für eine Vollendung des Gesamtkonzepts ein, das seit Anbeginn viele Kritiker hatte und zahlreiche Debatten auslöste.
Neben seiner Tätigkeit für das Berliner Kulturforum führte Edgar Wisniewski Wohnungsbauten aus. In den späten 1970er Jahren entstand die Reihenhausgruppe in Berlin-Schlachtensee (Kirchblick 12a-c), in der Wisniewski mit seiner Familie auch selbst wohnte. Nach der Wende plante und realisierte er im Sinne des organhaften Siedlungsbaus Erweiterungen, An- und Umbauten von sog. „Plattenbauten“ in der ehem. DDR, vor allem in Prenzlau; umfangreiche Planungen für Neubrandenburg wurden nicht verwirklicht.
Edgar Wisniewski wurde in der Familiengrabstätte auf dem Waldfriedhof Zehlendorf (Feld 049-113) beigesetzt.

## Ehrungen und Auszeichnungen
- 1997: Bundesverdienstkreuz 1. Klasse des Verdienstordens der Bundesrepublik Deutschland